# Stephen South
Stephen South (Harrow, Middlesex, 19 de febrero de 1952) es un expiloto de automovilismo británico. Ganó el Campeonato Británico de Fórmula 3 de 1977 y participó en un Gran Premio de Fórmula 1 en 1980. Su carrera se vio abruptamente interrumpida ese mismo año tras un accidente en Canadá, que resultó en la amputación de parte de una pierna.

## Carrera deportiva
South comenzó su carrera en el karting, destacando como campeón inglés. En 1973, participó en la Fórmula Ford, y al año siguiente obtuvo once victorias y finalizó segundo en el campeonato BOC. En 1975, South ascendió a la Fórmula 3, y obtuvo su primera victoria en Mallory Park en 1976.
El año 1977 fue el más exitoso para South, compitiendo con el equipo BP en un March 763. Ganó varias carreras y se coronó campeón de Fórmula 3 Británica. Estos éxitos le permitieron participar en la Fórmula 2.
En 1979, South fue contratado por el equipo Project Four Racing de Ron Dennis, logrando dos poles y una victoria en Hockenheim. Estos logros lo posicionaron como un posible piloto de Fórmula 1. En 1980, tuvo la oportunidad de sustituir a Alain Prost, quien se lesionó en la carrera anterior, en McLaren durante el Gran Premio del oeste de los Estados Unidos, pero quedó último en clasificación y no fue habilitado para disputar la carrera.
Poco después, firmó con el equipo Newman Racing para competir en la serie Can-Am. Obtuvo un podio en Mosport Park, pero su carrera deportiva terminó después de un grave accidente en el Circuito de Trois-Rivières de Canadá, que le provocó la amputación de parte de su pierna izquierda.

## Resultados

### Fórmula 1
(Clave) (negrita indica pole position) (cursiva indica vuelta rápida)

| Año     | Escudería             | 1   | 2   | 3   | 4       | 5   | 6   | 7   | 8   | 9   | 10  | 11  | 12  | 13  | 14  | Pos. | Puntos |
| ------- | --------------------- | --- | --- | --- | ------- | --- | --- | --- | --- | --- | --- | --- | --- | --- | --- | ---- | ------ |
| 1980    | Marlboro Team McLaren | ARG | BRA | RSA | USW DNQ | BEL | MON | FRA | GBR | GER | AUT | NED | ITA | CAN | USA | NC   | 0      |
| Fuente: |                       |     |     |     |         |     |     |     |     |     |     |     |     |     |     |      |        |